# Vaundy
 (avril 2024).
La mise en forme du texte ne suit pas les recommandations de Wikipédia : il faut le « wikifier ».
Les points d'amélioration suivants sont les cas les plus fréquents. Le détail des points à revoir est peut-être précisé sur la page de discussion.
- Les titres sont pré-formatés par le logiciel. Ils ne sont ni en capitales, ni en gras.
- Le texte ne doit pas être écrit en capitales (les noms de famille non plus), ni en gras, ni en italique, ni en « petit »…
- Le gras n'est utilisé que pour surligner le titre de l'article dans l'introduction, une seule fois.
- L'italique est rarement utilisé : mots en langue étrangère, titres d'œuvres, noms de bateaux, etc.
- Les citations ne sont pas en italique mais en corps de texte normal. Elles sont entourées par des guillemets français : « et ».
- Les listes à puces sont à éviter, des paragraphes rédigés étant largement préférés. Les tableaux sont à réserver à la présentation de données structurées (résultats, etc.).
- Les appels de note de bas de page (petits chiffres en exposant, introduits par l'outil «  Source ») sont à placer entre la fin de phrase et le point final[comme ça].
- Les liens internes (vers d'autres articles de Wikipédia) sont à choisir avec parcimonie. Créez des liens vers des articles approfondissant le sujet. Les termes génériques sans rapport avec le sujet sont à éviter, ainsi que les répétitions de liens vers un même terme.
- Les liens externes sont à placer uniquement dans une section « Liens externes », à la fin de l'article. Ces liens sont à choisir avec parcimonie suivant les règles définies. Si un lien sert de source à l'article, son insertion dans le texte est à faire par les notes de bas de page.
- La présentation des références doit suivre les conventions bibliographiques. Il est recommandé d'utiliser les modèles {{Ouvrage}}, {{Chapitre}}, {{Article}}, {{Lien web}} et/ou {{Bibliographie}}. Le mode d'édition visuel peut mettre en forme automatiquement les références.
- Insérer une infobox (cadre d'informations à droite) n'est pas obligatoire pour parachever la mise en page.

Pour une aide détaillée, merci de consulter Aide:Wikification.
Si vous pensez que ces points ont été résolus, vous pouvez retirer ce bandeau et améliorer la mise en forme d'un autre article.
Vaundy (バウンディ) est un musicien japonais né le 6 juin 2000 à Tokyo. Sa carrière débute en 2019 via YouTube, avant de se faire connaître en fin d'année avec la chanson Tokyo Flash,. Son label est Vaundy Artwork Studio au sein de Stardust Records.
Il sort des chansons pour plusieurs séries d'animation japonaises populaires, notamment Chainsaw Man, Ranking of Kings, Sakamoto Days ou Spy x Family, ce qui lui fait augmenter sa popularité depuis le début de la décennie 2020.

## Biographie
Vaundy a fait ses débuts en publiant des chansons indépendamment sur YouTube en 2019. Il éclate en décembre de la même année avec sa chanson « Tokyo Flash ». À la suite de ce succès, il a été sélectionné comme l'un des artistes "Early Noise 2020" de Spotify au Japon (meilleurs nouveaux artistes). Il a sorti son premier album Strobo le 27 mai 2020. Il culmine au numéro 5 du classement des albums Oricon. Une chanson de l'album, intitulée "Tomoshibi", a été utilisée comme chanson thème du drame 2020 Tokyo Love Story .
Il sort l'extended play Hadaka no Yuusha le 23 février 2022. Il comprend la chanson du même nom, qui a été utilisée comme opening de l'anime Ranking of Kings. Il culmine au numéro 6 des classements Oricon. Il collabore avec la chanteuse Ado sur la chanson "Backlight", qui est utilisée dans la bande originale du film One Piece Film: Red. Le 12 octobre, il a sorti le thème final de Chainsaw Man "Chainsaw Blood". Il culmine au numéro 13 du Billboard Japan Hot 100. Il s'est produit au 73e Kōhaku Uta Gassen fin 2022 en interprétant "Kaijuu no Hana Uta" et "Omokage" (en co-performance avec Milet, Aimer, Lilas Ikuta ). Cette performance l'amène à atteindre la 2e place du classement Billboard Japan Top Artists, et la chanson qu'il a interprétée, "Kaiju no Hanauta", a grimpé à la 3e place du Billboard Japan Hot 100, culminant plus tard à la 2e place,,. Il termine n°4 dans le classement des artistes de fin d'année 2023 de Billboard Japan, tandis que son titre "Kaiju no Hanauta" est classé n°3 dans le classement japonais de la même année.
Le 29 juillet 2023, il a annoncé son deuxième album studio, Replica, dont la date de sortie est fixée au 15 novembre 2023. Sa chanson "Todome no Ichigeki" (トドメの一撃, litt. "coup final") , qui met en vedette Cory Wong, a été utilisée comme chanson thème de fin pour la deuxième saison de l'anime Spy × Family. Sur Spotify, il est deuxième parmi les albums les plus écoutés au Japon pour l'année 2023. 

## Discographie

### Albums studio
| Titre   | Détails                                                                                        | Meilleures positions | Meilleures positions | Meilleures positions |
| Titre   | Détails                                                                                        | JPN (en)             | JPN Combiné ,        | JPN Hot              |
| ------- | ---------------------------------------------------------------------------------------------- | -------------------- | -------------------- | -------------------- |
| Strobo  | - Sortie: 27 mai 2020 - Label: SDR - Formats: CD, Téléchargement, Streaming                    | 5                    | 6                    | 4                    |
| Replica | - Sortie: 15 novembre 2023 - Label: SDR - Formats: CD, Téléchargement, streaming, LP, cassette | 3                    | 3                    | 2                    |

### Extended plays
| Titre                                   | EP détails                                                                              | Meilleure position | Meilleure position |
| Titre                                   | EP détails                                                                              | \|JPN (en)         | JPN Combiné ,      |
| --------------------------------------- | --------------------------------------------------------------------------------------- | ------------------ | ------------------ |
| Hadaka no Yuusha (裸の勇者; Naked Hero) | - Sortie: 23 février 2022 - Label: Sacra Music - Formats: CD, téléchargement, streaming | 6                  | 5                  |

### Singles
| Titre                                      | Année | Classement    | Album   |
| Titre                                      | Année | JPN Combiné , | Album   |
| ------------------------------------------ | ----- | ------------- | ------- |
| Fukakouryoku (不可幸力)                    | 2020  | 42            | Strobo  |
| Kaiju no Hanauta (怪獣の花唄)              | 2020  | 5             | Strobo  |
| Napori                                     | 2020  | 24            | Strobo  |
| Shiwaawase (しわあわせ)                    | 2021  | 45            | Replica |
| Hana Uranai (花占い)                       | 2021  | 33            | Replica |
| Odoriko (踊り子)                           | 2021  | 20            | Replica |
| Koikaze ni nosete (恋風邪にのせて)         | 2022  | 26            | Replica |
| Chainsaw Blood                             | 2022  | 14            | Replica |
| Hitomi bore (瞳惚れ)                       | 2022  | 50            | Replica |
| Sonna Bitter na Hanashi (そんなbitterな話) | 2023  | 22            | Replica |

## Prix
| Remise des prix              | Année | Catégorie                 | Récompense | Ref.   |
| ---------------------------- | ----- | ------------------------- | ---------- | ------ |
| Spotify Early Noices         | 2020  | Artistes prometteurs      | Nomination | [ 4 ]  |
| MTV Europe Music Awards      | 2021  | Meilleur artiste japonais | Nomination | [ 24 ] |
| MTV Video Music Awards Japon | 2021  | Meilleurs effets visuels  | Lauréat    | [ 25 ] |
| MTV Video Music Awards Japon | 2022  | Artiste de l'année        | Lauréat    | [ 26 ] |